# Biopłyny
Biopłyny – ciekłe paliwa wytworzone z biomasy dla celów energetycznych innych niż w transporcie (biopaliwa), w tym do wytwarzania energii elektrycznej lub ciepła.
Pojęcie biopłyny i jego klasyfikacja pochodzi z ustawy o odnawialnych źródłach energii z 20 lutego 2015 r.